# もがみ型護衛艦
もがみ型護衛艦（もがみがたごえいかん、英語: Mogami-class frigate）は、海上自衛隊の護衛艦の艦級。従来の護衛艦とは一線を画したコンパクトかつ多機能な艦艇とされており、艦種記号も、フリゲートを表す「FF」に多目的と機雷の頭文字の「M」を合わせた「FFM」という新しいものが採用された。
26中期防より建造が構想され、平成26年度『防衛白書』でコラムの「解説」に「新たな護衛艦」の名で取り上げられている。その後、防衛装備庁等で「新艦艇」、31中期防では「新型護衛艦」と呼称されており、1番艦は平成30年度予算で建造が承認されたことから、30FFMと通称される。海上自衛隊にフリゲートに分類される艦が配備されるのは、アメリカ合衆国から貸与されたくす型護衛艦（元アメリカ海軍タコマ級フリゲート）の最終艦「かや」（元サンペドロ）が護衛艦籍を除籍された1972年3月以来、半世紀ぶりとなる。

## 来歴

### 構想着手と確定研究
新たな護衛艦の構想は、平成17年度に海上幕僚監部が日本防衛装備工業会へ委託・作成した「次期護衛艦（DD）に関する調査研究」まで遡る。この研究ではアメリカ海軍の沿海域戦闘艦（LCS）を参考にして高速力とコストに重点を置いたが、結果として原案はおろか性能を下方修正してもコスト超過となった。この理由の一つとして、研究時の現有装備のみを基に試算を要求されたことが挙げられ、以後、次期護衛艦に関する研究開発が多数実施されることになった。
そして2013年12月に公開された25大綱・26中期防において、この新型護衛艦の構想が公式に明らかにされた。25大綱では、情報収集・警戒監視任務の増大に対応するため、護衛隊群に所属しない護衛隊（いわゆる「10番台護衛隊」「2桁護衛隊」）を5個から6個に増やし、護衛艦を47隻から54隻に増強することになっていたが、この期間には旧式化した護衛艦4隻の退役も見込まれていたことから、これを補いつつ増強を実現するため、「多様な任務への対応能力の向上と船体のコンパクト化を両立させた新型艦艇」が計画されたものであった。この時点では「多機能護衛艦（DEX）」と称されており、従来のDEの後継として理解されるようになっていた。
この間も多くの案が検討されており、例えば2014年には対空・対水上能力ともに限定的な軽武装のDE(X)としてCG予想図が公表された。その後、平成27年度中には要求性能概案が決定されるとともに、平成30年度計画から建造を開始するというタイムスケジュールも明らかになった。この頃には「3,000トン型将来護衛艦」と称されるようになっており、艦種記号は、DDでもDEでもない"DX"とされた。またスパイラルモデルの導入によって建造開始当初は最低限の装備のみを搭載し、その後、ベースライン2、3と順次にユニット化した装備を拡充することも検討されるようになった。

### 事業者公募と建造
この護衛艦の建造にあたっては、事業者側からの提案を競合させるという新しい調達方式が試みられることになった。2017年2月には防衛装備庁が公募を発表し、ジャパン マリンユナイテッド、三井造船（のち三井E&S造船、現・三菱重工マリタイムシステムズ）、三菱重工業の3社が企画提案を行った。第1段階評価は3社とも合格し、続く第2段階評価の結果、8月には、最も評価が高かった三菱重工業が主事業者、次点の三井造船が下請負者として選定され、11月に契約締結が公表された。
最初の2隻は三菱重工業長崎造船所（長崎県長崎市）と三井E&S造船玉野艦船工場（現・三菱重工マリタイムシステムズ）（岡山県玉野市）で建造され、2022年3月から4月にかけて引き渡された（「同型艦」参照）。

### 艦種記号
2018年4月3日、海上幕僚監部は本艦型の艦種記号を「FFM」と決定した。諸外国で同程度サイズの艦艇に付与される「FF（フリゲート）」に加え、機雷の「Mine」や多機能性を意味する「Multi-purpose」から「M」を明記して、新たな艦種記号を付与することになった。

## 設計

### 船体

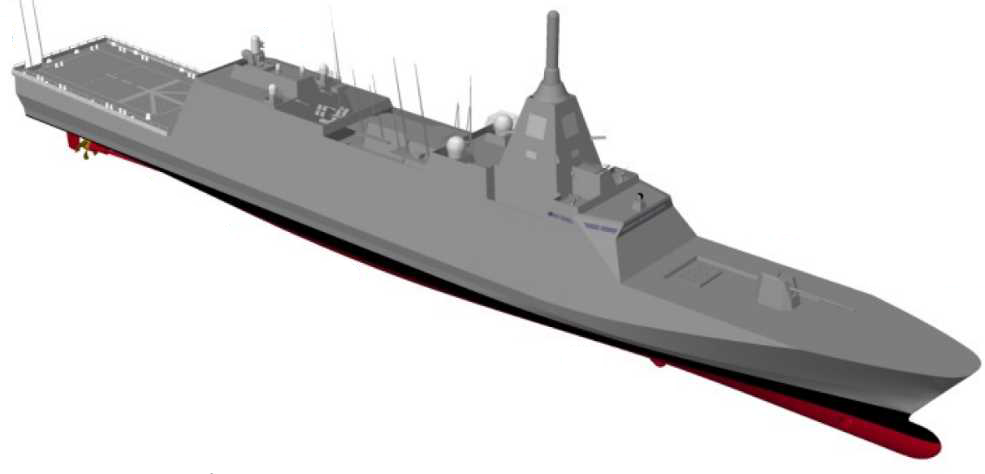
2017年8月に防衛装備庁が採用を公表した三菱重工案イメージCG

防衛装備庁の公募では、「多様な任務への対応能力の向上と船体のコンパクト化の両立」が求められていた。上記の通り、「確定研究」段階の2015年の時点では「3,000トン型」と称されていたが、最終的には、3割ほど大型化した「3,900トン型」となった。
最初期の「次期護衛艦（DD）に関する調査研究」では三胴船型も俎上に載せられていたが、諸般の検討を経て、従来どおりの単胴船（モノハル）型が採択された。船型は長船首楼型とされている。レーダー反射断面積（RCS）の低減を意識して、主船体・上部構造とも傾斜角が付されていることから、前甲板からはじまるナックルラインが飛行甲板下の後端まで続いている。上甲板の配置は従来と比してかなり変更されており、前甲板では投揚錨関連の機器・艤装が露天ではなく艦内配置とされているほか、上部構造物が左右両舷いっぱいに張り出したことで、従来は上甲板に設けられていた暴露部の通路が廃止された。
なお30大綱に基づき、本型ではクルー制の導入が予定されている。防衛省が公開しているイメージ図では、3隻の護衛艦に対して4組のクルーを配し、3組が乗艦して1組を休養にあてることで、検査・修理期間以外の停泊期間を短縮し、艦艇の運用効率を向上させることとしている。統率の困難性や各艦の艤装の細かい差異のために全力発揮可能な状態を維持できるかが疑問視される一方、グレーゾーンでの情報収集・警戒監視を効率的に実施するために隻数を確保するという観点からは有効であろうと評価されている。
従来の護衛艦では、幹部は士官室、先任海曹は先任海曹室（CPO）で食事をしていたのに対して、本型では省人化に伴い、全員が科員食堂で食事をするようになった。なお、従来の護衛艦の厨房では炊飯など多くの調理が蒸気によって行われていたが、本型では補助ボイラーを廃止、また護衛艦では火災防止の観点からガス器具を用いないこともあり、オール電化となった。
更に省人化の一環として、本型では独立した無線室とダメージコントロールセンターは設置されず、ダメコンと通信はCICから行われることとなった。このような施策により、有事には、運用人員は60人（航空要員を除く）にまで削減する予定とされている。

### 機関
構想の最初期段階には、アメリカ海軍のフリーダム級沿海域戦闘艦（LCS）も意識してか、ウォータージェット推進で40ノットという速力性能が掲げられており、DE(X)と称されていた時期にもこれが踏襲されていた。しかし海賊対処任務など海外派遣も想定すると、燃費の面で実現困難であると考えられるようになり、DXとして作成された要求性能概案の時点では、従来のDDと同程度の30ノットとなった。
本型では、CODAG方式が採用された。これは低燃費を狙ったものと考えられており、また機関部をコンパクトにできるというメリットもある。低速機としてはMAN社12V28/33D STCディーゼルエンジン2基、加速機としてはロールス・ロイスMT30ガスタービンエンジン1基を搭載する。
このような構成でもあるため、1基のガスタービンエンジンの出力を減速装置を介して両舷の推進器に分配する方式としているが、ディーゼルエンジンとガスタービンエンジンでは回転数が大きく異なることもあって、このような機構の減速装置の製造は難しいとされている。このため、川崎重工業では当初CODOG方式の売り込みを行ったが、CODAG方式の採用に伴って減速装置も海外メーカーが受注する予定との情報を得ると巻き返しを図り、自社製品の導入を勝ち取った。
推進器は従来どおりの可変ピッチ・プロペラとされている。上記の通り減速装置の受注を勝ち取った川崎重工業だが、この可変ピッチ・プロペラについては、従来は護衛艦用の受注を独占状態だったのに対し、本型では受注を逃している。
なお、乗員数の削減のために機関の無人化（Mゼロ化）を図るとともに、機関操縦室を設けず、機関の発停はCICから、速力増減等の操作は艦橋から行えるようにしている。またディーゼルエンジンの冷却に使用した清水を造水装置に送ることで、排熱を活用し、燃費の改善にもつなげている。

## 装備
上記の通り、"DX"として確定研究が進められている段階で、建造開始当初は最低限の装備のみを搭載し、その後の艦で順次にユニット化した装備を拡充していくという「ベースライン」に基づく案も検討されるようになった。どのベースラインでどのような装備が搭載されるかは報道によって異なっており、また「ベースライン」という用語は公式発表では用いられていないが、少なくとも平成30年度艦2隻では、一部の装備は後日装備になっているものと推測されている。

### C4ISR
本型に搭載される艦船運航システム・艦船維持管理システム・艦内外通信システム・指揮統制システム・各種武器システム等はオープンアーキテクチャ（OA）化が進められ、標準化されたネットワーク・システムに組み込まれるかたちで構成される。情報処理装置はOYQ-1と呼称され、端末としては情報処理サブシステムOYX-1-29が搭載される。これは、いずも型（22DDH）以降の護衛艦・潜水艦で標準的に採用されているものである。
戦闘指揮所（CIC）では14基のコンソールが外周部に配置されるとともに、開口部を除いてほぼ360度にわたりCICを囲む形でビデオウォールが設置されている。従来の護衛艦・機雷戦艦艇ではソナー室や対機雷戦区画などに設けられていた各種戦区画の機能がCICに移管されたことで、コンソールも増加した。また中央にはコラボレーション・テーブルと航跡自画器（DRT）の2つのテーブルが配置されるとともに、指揮官および哨戒長などのコンソール4基が設置されている。CICは艦橋にあるものと同じ操舵コンソールを備えているほか、複合通信空中線の下に固定型センサーの高感度カメラ6基が設置されており、ここで撮影された四方の映像をビデオウォールに投影して、CICから操艦することも可能である。
戦術データ・リンクとしてはリンク 22に対応する。通信用のアンテナは、艦橋頂部に配置された棒状のNORA-50複合通信空中線として統合されている。複合空中線は「統合マスト」「UNICORN（UNIted COnbined Radio aNtenna、ユニコーン）」とも呼ばれ、従来のラティス型や角柱型よりも簡素で電波反射の少ない外形となった。円柱状のモジュール内に各システムが電波干渉を避けるよう配置され、マストの基部は船体との電気配線接続が容易に行える構造で、故障時の予備交換やローテーション整備を実施しやすくなっている。
主たるセンサーとして、XバンドのOPY-2多機能レーダーが搭載される。これは平成27年度からの「新型護衛艦用レーダシステムの研究」に基づき、OPY-1をもとにしたレーダーと、OPS-48潜望鏡探知レーダーとを合体統合したものであり、目標の捜索から探知・追尾、そして砲による射撃指揮までを担当する。
またこのほか、電子光学センサとして、可動型センサーと固定型センサーで構成されるOAX-3光学複合センサーが搭載され、こちらも砲の管制に用いることができる。

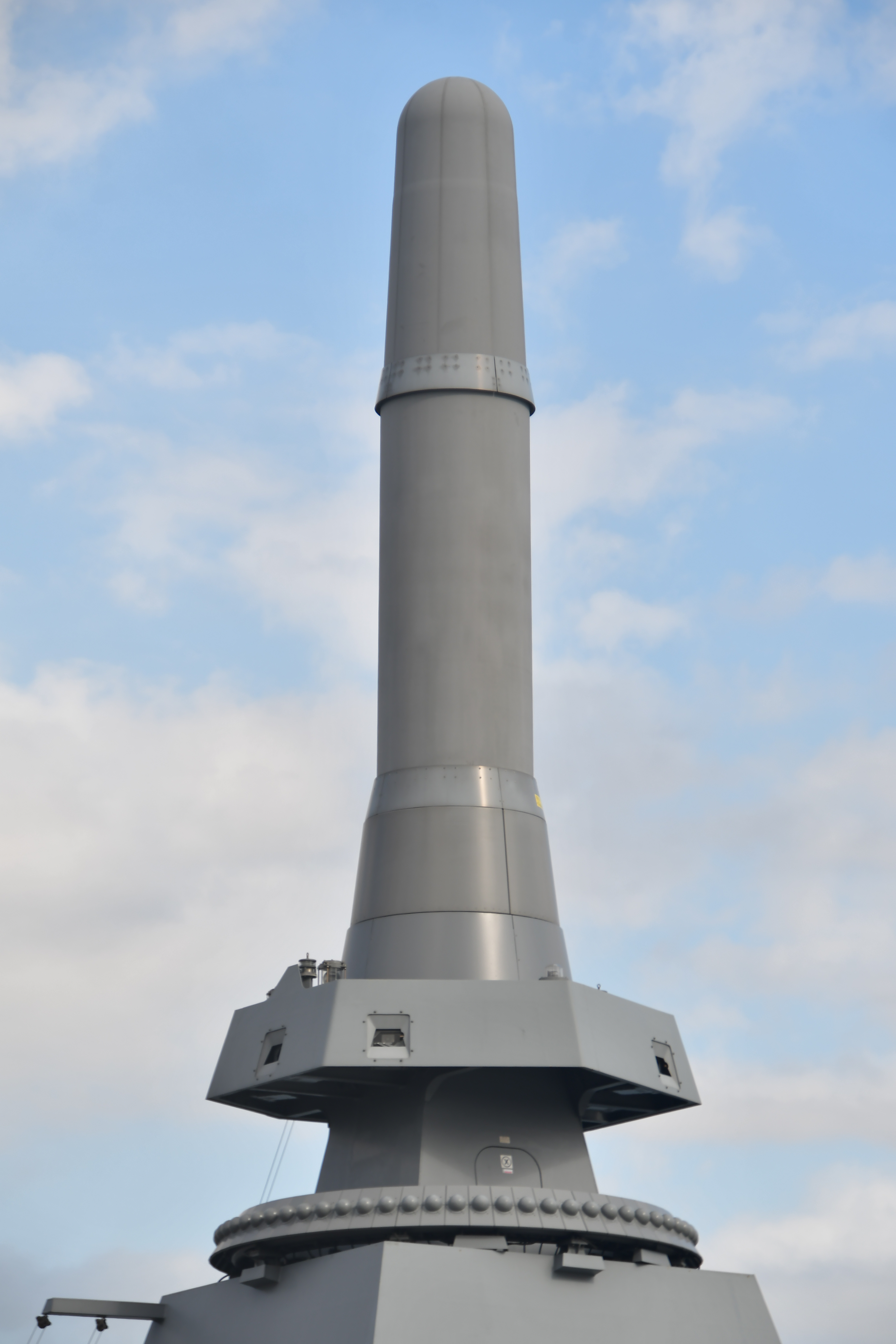
NORA-50複合空中線
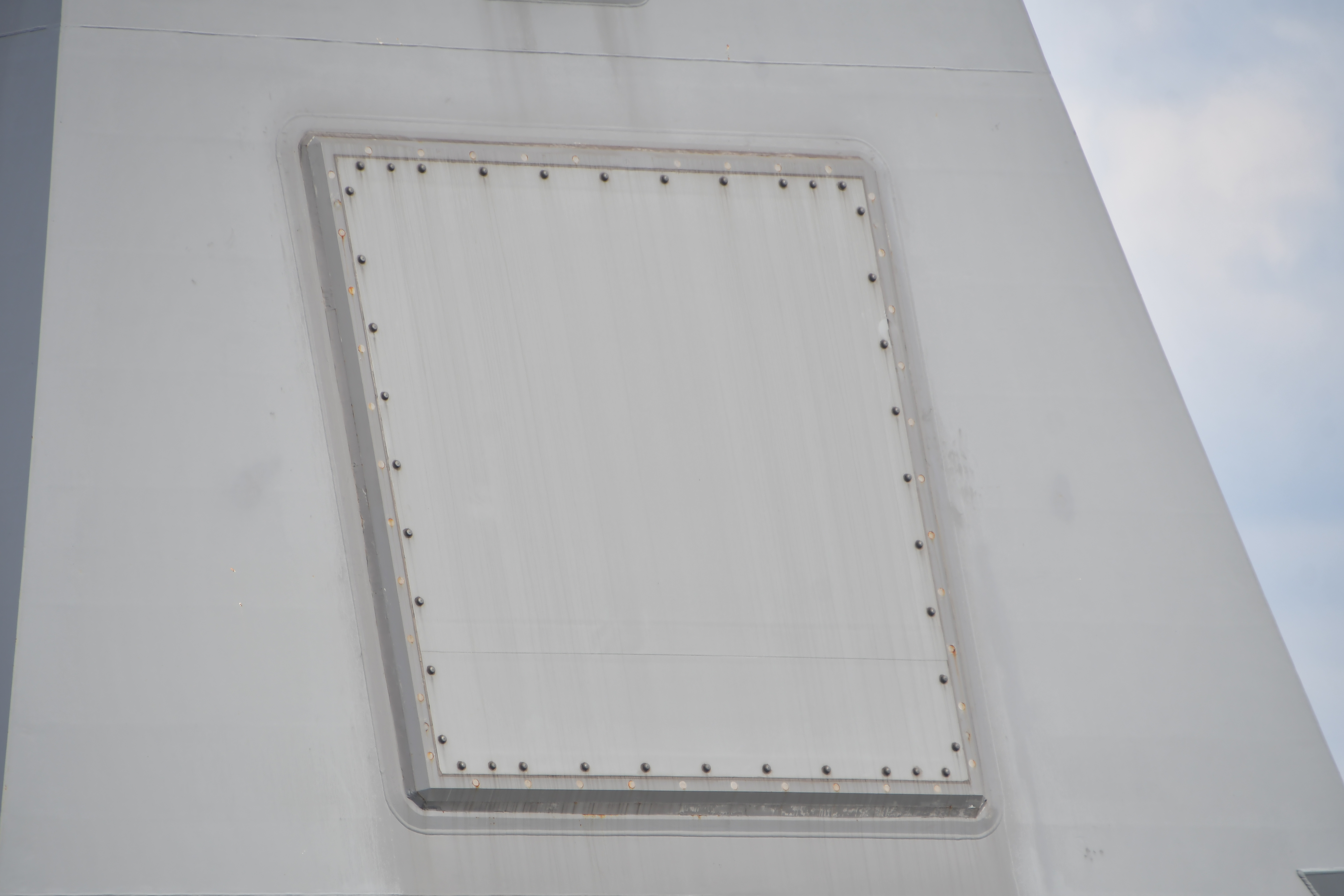
OPY-2多機能レーダー
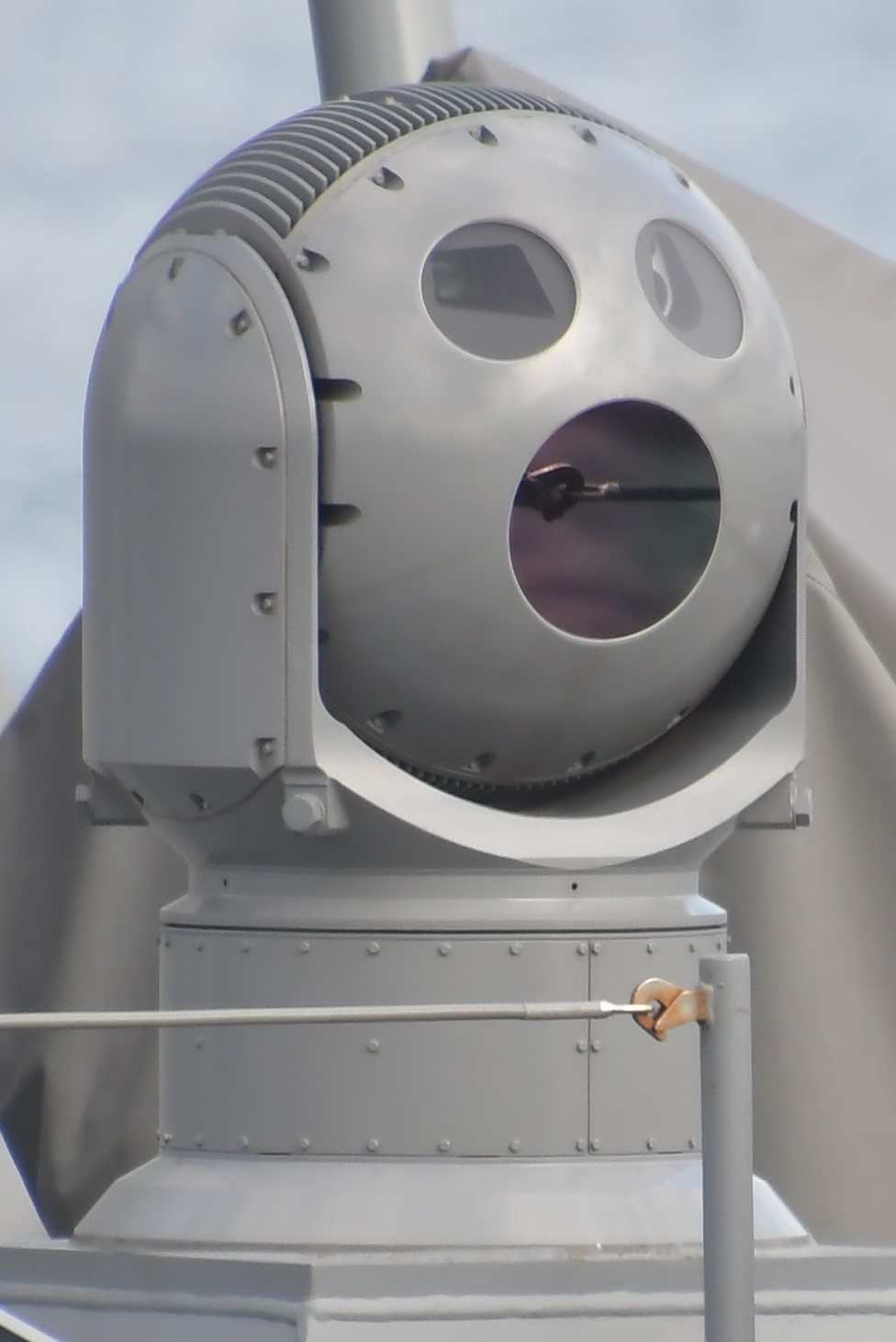
OAX-3可動型センサー
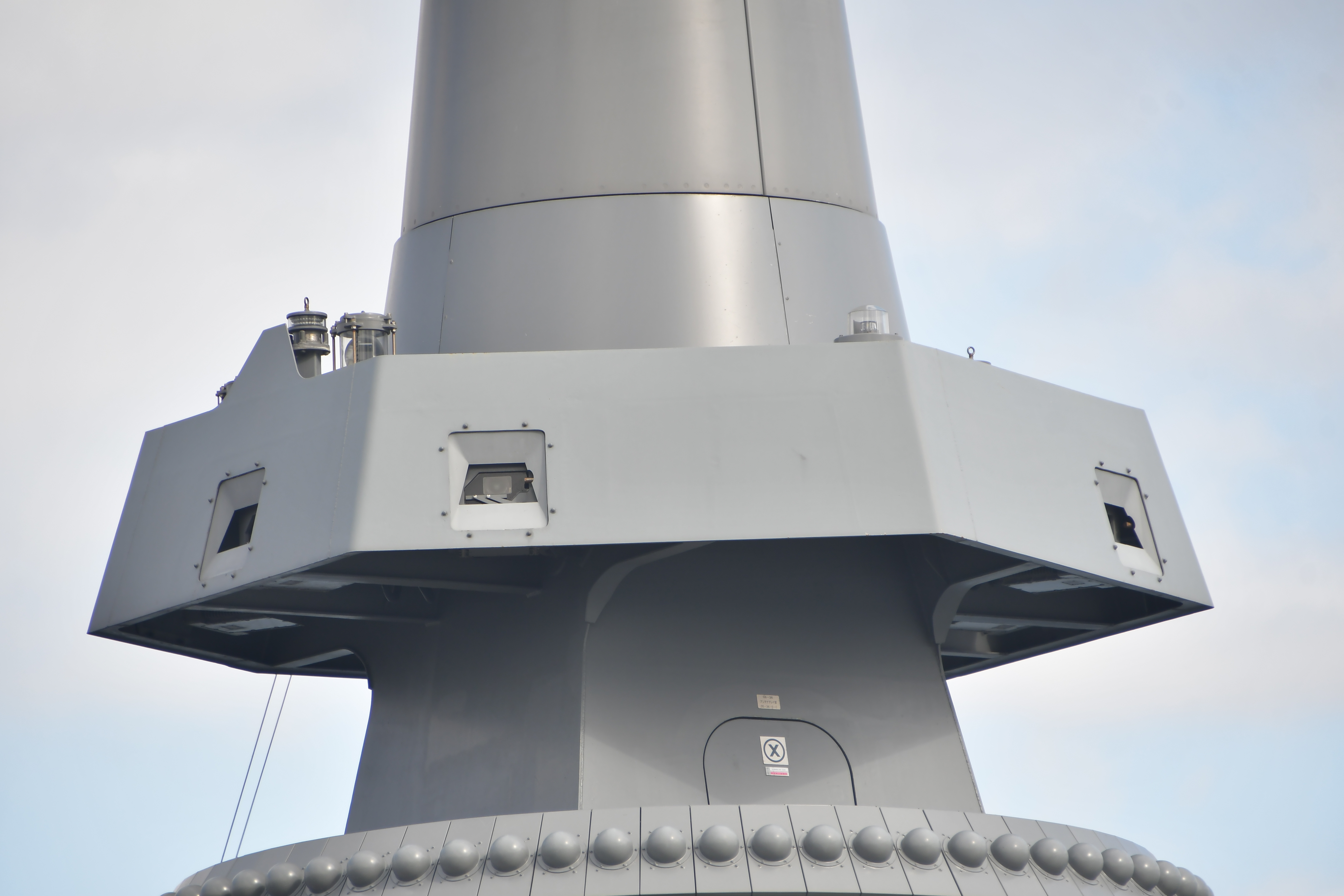
OAX-3固定型センサー

### 対空・対水上戦
対空兵器としては、SeaRAM近接防空ミサイル・システムが搭載される。また62口径5インチ砲（127mm単装砲）も対空兵器として使用されうるが、その射撃指揮は、上記のOPY-2によって行われる。なお「ベースライン」案の導入に伴い、最終形態にあたるベースライン3ではミサイルの垂直発射装置（VLS）を搭載して、長射程の新艦対空誘導弾（A-SAM）や新艦対艦誘導弾の運用能力を付与し、主隊の前方数十海里においてHUK/SAG先遣部隊として派出されて、攻勢的防御を担うことも検討されていたが、2023年現在では対空ミサイルを搭載する予定はなく、VLSの搭載弾薬は07式垂直発射魚雷投射ロケットのみの可能性も指摘されている。。
対艦兵器としては、62口径5インチ砲に加えて、17式艦対艦誘導弾（SSM-2）の4連装発射筒2基が搭載される。攻撃管制用の艦上装置としては、艦対艦ミサイル艦上装置3形（SSMS-3）が搭載されるものと見られている。この他、日本製鋼所が開発した国産RWSである水上艦艇用機関銃架（遠隔操作型）の12.7ミリ機関銃装備型を2基搭載する。

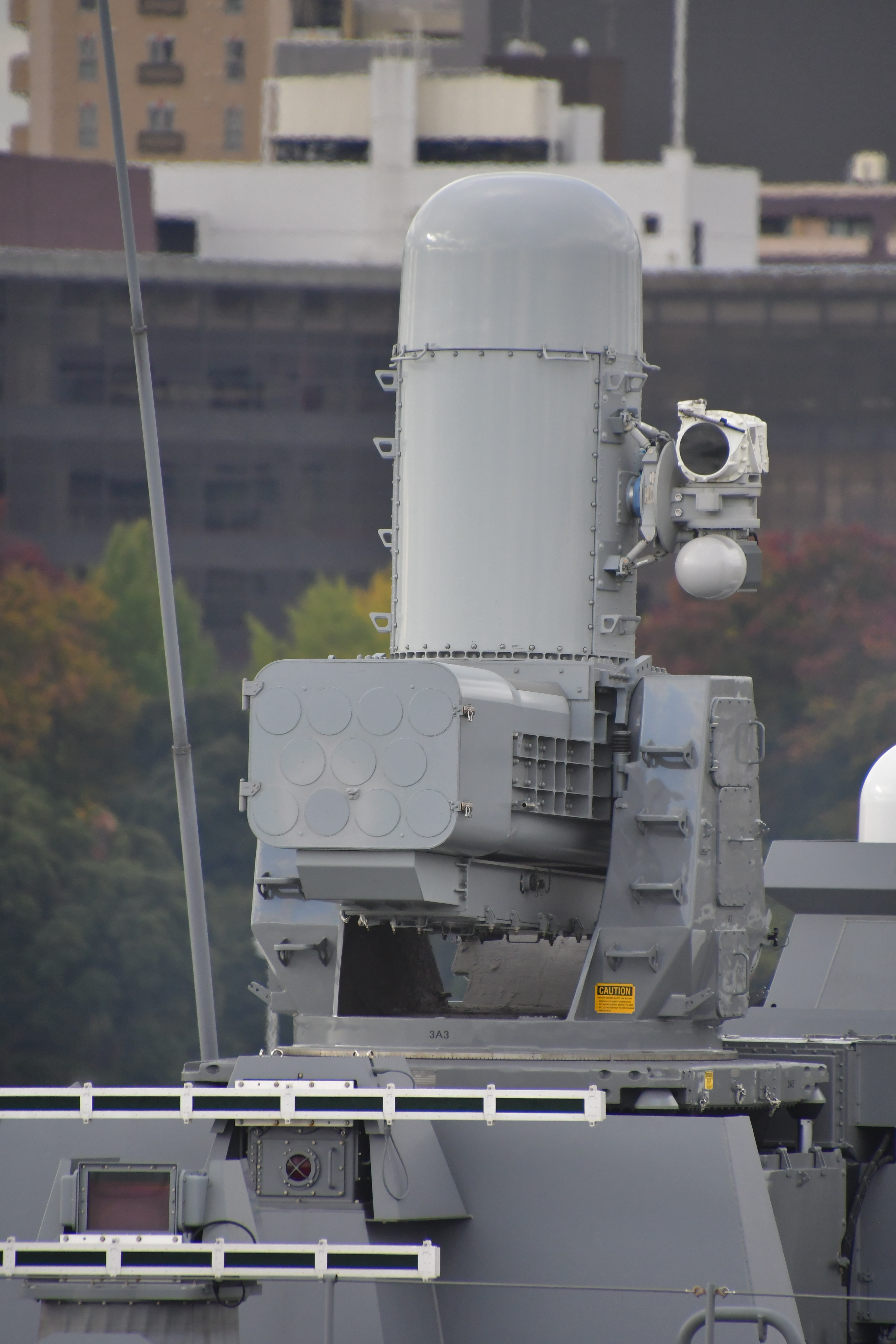
SeaRAM
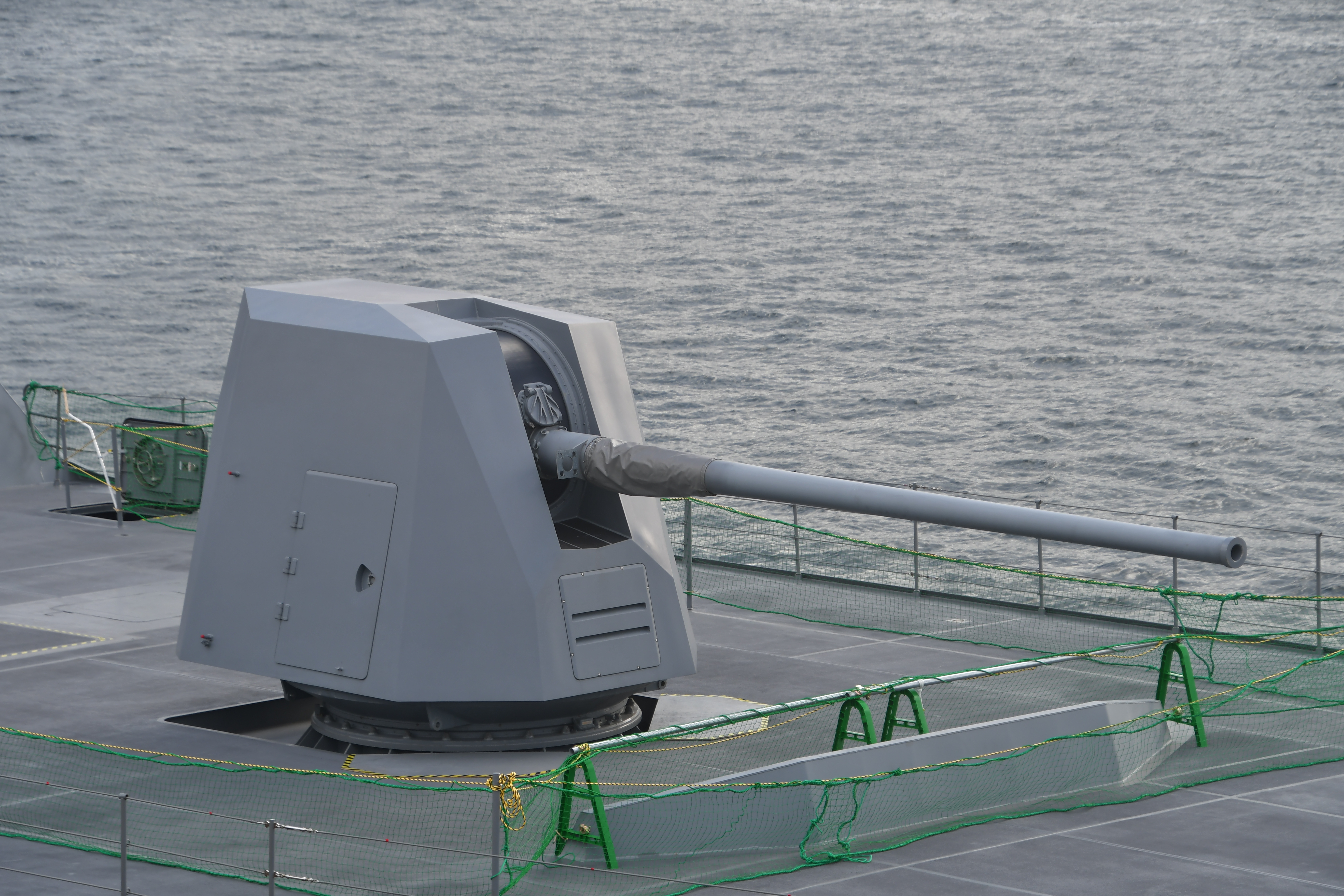
62口径5インチ砲
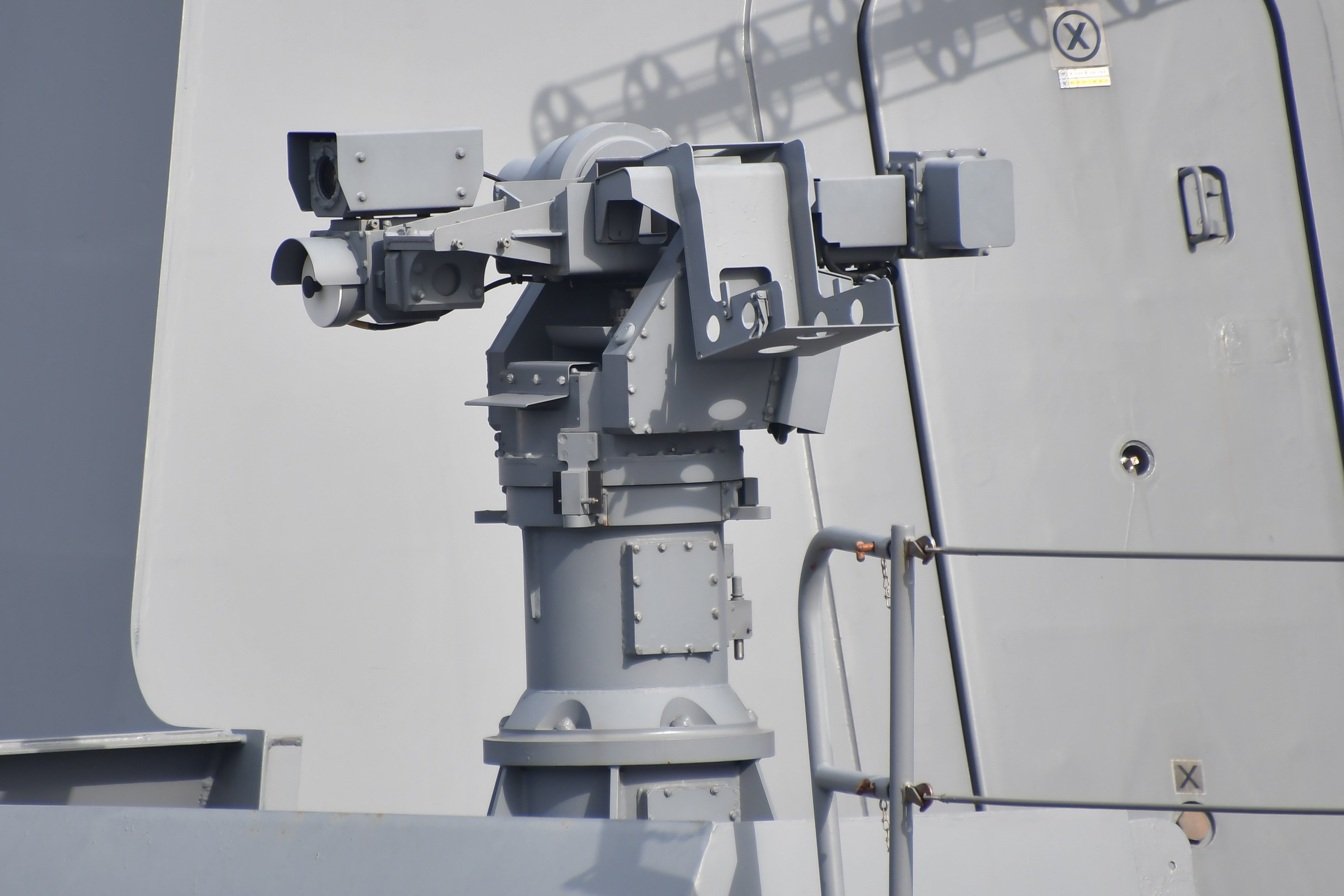
水上艦艇用機関銃架（遠隔操作型）

### 対潜戦
対潜センサーとしてはOQQ-25水上艦用ソーナーシステムが搭載される。これは「可変深度ソーナーシステム（バイ／マルチスタティック用）」として開発され、曳航ソナーにアクティブソナーとしての機能を付加した可変深度ソナー（VDS/TASS）であり、自艦・僚艦間でのバイ/マルチスタティック戦術を可能とする。
対潜兵器としては324mm3連装短魚雷発射管（HOS-303 水上発射管）が搭載される。なお三菱重工業の案では16セルのMk.41が盛り込まれていたが、搭載するミサイルの所要を更に検討する必要から、平成30年度艦2隻には搭載されず、後日装備となった。令和2年度概算要求では、平成30年度から令和5年度計画艦まで12隻分のVLSのFMS取得費が盛り込まれていたが、政府予算案では計上されず、令和2年度計画艦でもVLSは後日装備となった。その後、令和3年度補正予算で令和3年度艦2隻分の、令和5年度予算で残る10隻分のVLSの取得費が盛り込まれた。当時の世界的な半導体不足の影響を受けて令和3年度計画艦においても後日装備とされたものの、3年度艦の就役の遅延もあって、結局、就役時から設置されることとなった。VLSが装備され次第、07式垂直発射魚雷投射ロケット（07VLA）の運用にも対応するものとみられている。

### 対機雷戦
本型において、従来護衛艦と一線を画するのが、機雷戦能力の導入である。これは、日本周辺の情勢変化を背景として、主要国間の大規模武力紛争の蓋然性の低下に伴って掃海部隊の規模縮小が検討されるとともに、掃海隊群が水陸両用作戦も所掌するようになったことから、掃海艦艇の減勢後も所要の対機雷戦能力を担保するとともに、島嶼戦に際して対機雷戦を含む水陸両用作戦を遂行する艦として期待されたためであった。
対機雷戦のため、対機雷戦ソナー・システム（OQQ-11）が搭載されるほか、無人機雷排除システム用水上無人機（USV）と機雷捜索用無人機（UUV）の運用能力が付与される。
USVは、UUVとは音波を、護衛艦とは電波を用いて情報の中継を行う。またEMDの運搬・投下・中継や、USV自身による掃海具の曳航を行う。USVとUUVの連携は「無人航走体構成要素の研究」（2009年度から2012年度まで試作、2012年度から2013年度まで試験）が相当する。
UUVは平成25年度から開発されていた「自律型水中航走式機雷探知機」であり、OZZ-5として装備化された。既存のS-10は外部電源や通信ケーブルを必要とするROVであったのに対し、基本的に自立駆動・制御で航行するためより広範囲の捜索が可能になる。ソナーはサイドスキャンによる高周波・低周波合成開口ソナーを用いており、これにより高周波は小型・ステルス化した機雷を、低周波は泥質海底に埋没した機雷を探知することができる。イギリスの軍事週刊誌「ジェーンズ・ディフェンス・ウィークリー」によると、もがみ型に搭載されるOZZ-5は全長約4メートル、幅0.5メートルで、重さは900キロ。OZZ-5には、仏タレス社製の高周波合成開口ソーナー（HF-SAS）「SAMDIS」と、NEC製の低周波合成開口ソーナー（LF-SAS）とが搭載されている。フランスはHF-SAS、日本はLF-SASにそれぞれ技術的な強みを持っている。
本型では、簡易型機雷敷設装置を搭載して、機雷の敷設も行えるようになった。機雷庫は魚雷庫と兼用で、新開発のコンパクトな専用機雷を搭載し、現場指揮官の判断によって戦術的に使用可能な水中反撃能力と位置づけられる。

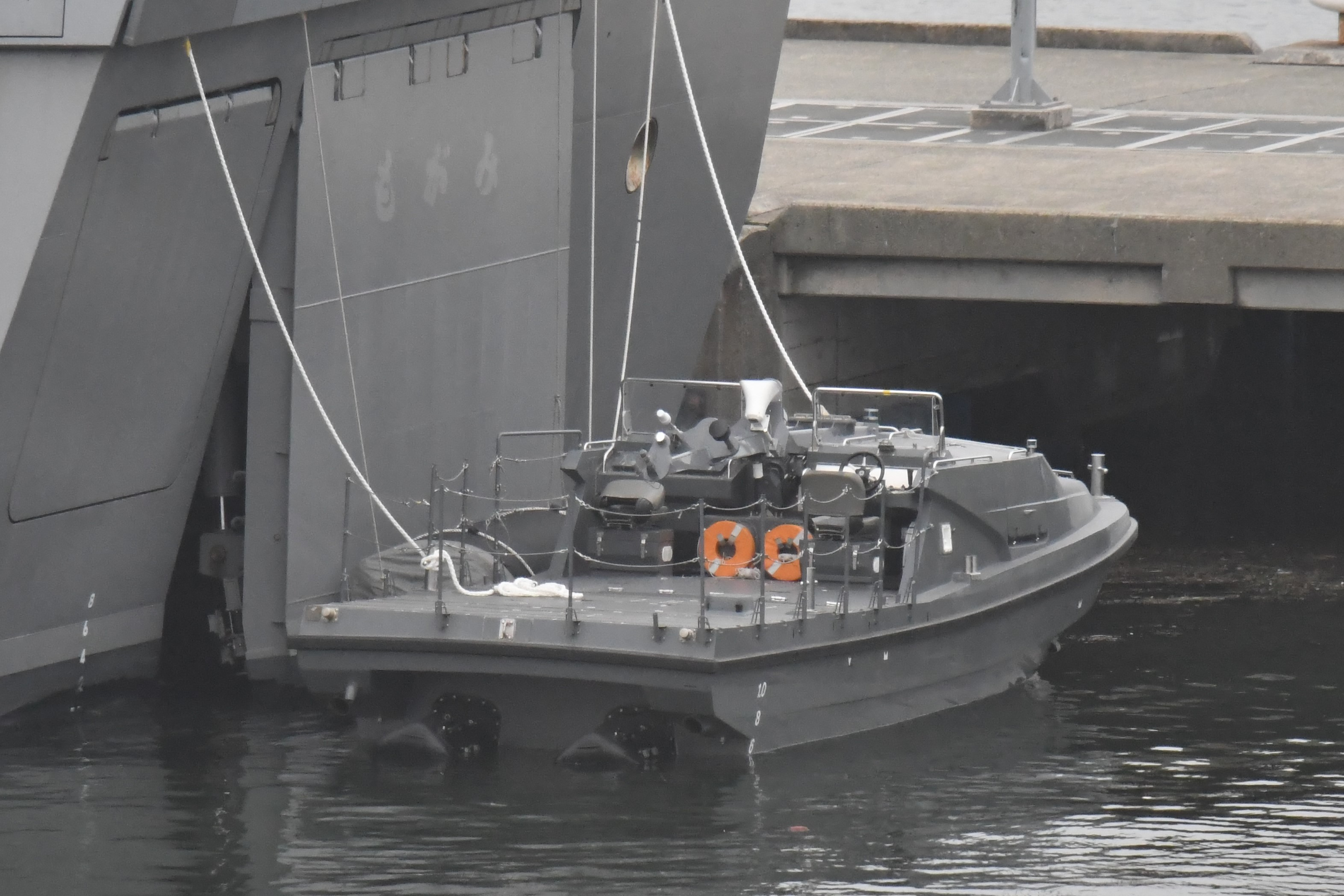
無人機雷排除システム用水上無人機（USV）
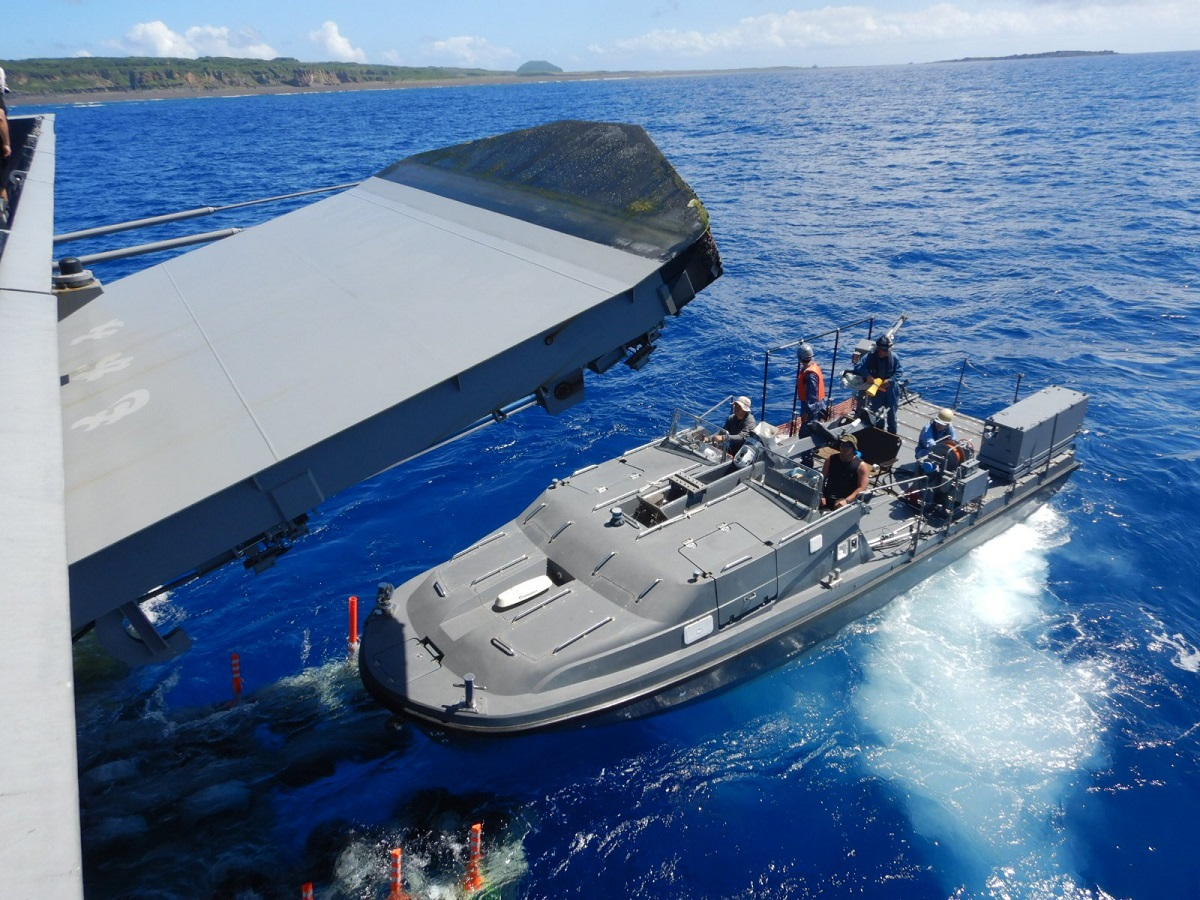
「もがみ」から発進するUSV
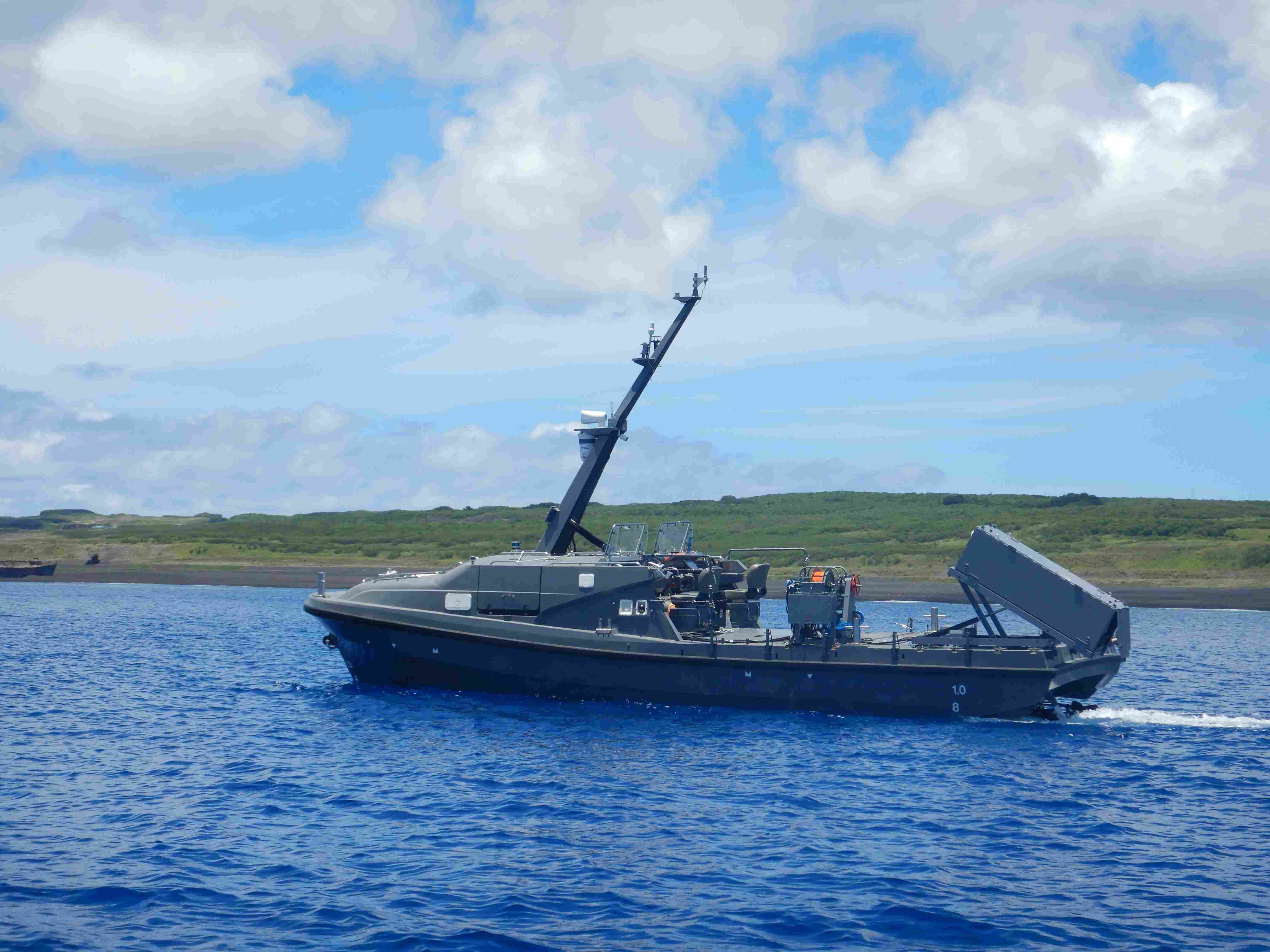
無人で航走中のUSV

### 電子戦
電子戦装置としては、従来護衛艦と同系列のNOLQ-3E電波探知妨害装置が搭載される。そのアンテナ部は、上記の通り多機能レーダーと共用化されており、OPY-2の上下にNOLQ-3E用アンテナを配置して、これを含めて「多機能レーダー」と呼称する。またレーダー波帯無指向性探知アンテナと通信波帯方向探知アンテナについては複合通信空中線NORA-50に統合して装備する方式とした。
OPY-2の開発段階ではレーダ・EA共用空中線とES用空中線を試作したとされているが、本型では艦上装備式の電波妨害装置は省かれた。ただしMk 36 SRBOCから、チャフなどとともに投棄型電波妨害機（EJ弾）を投射することはできる。

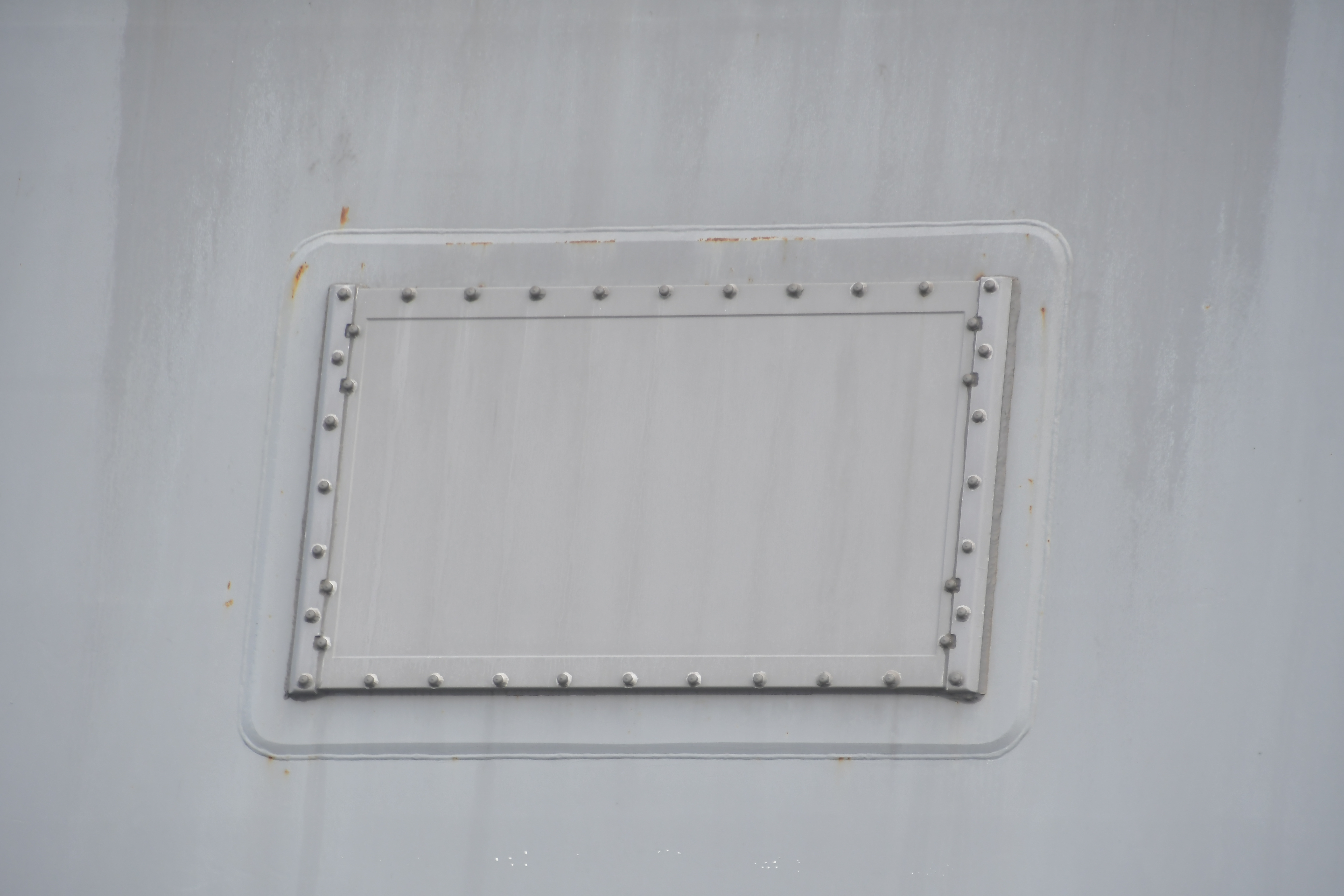
NOLQ-3E空中線
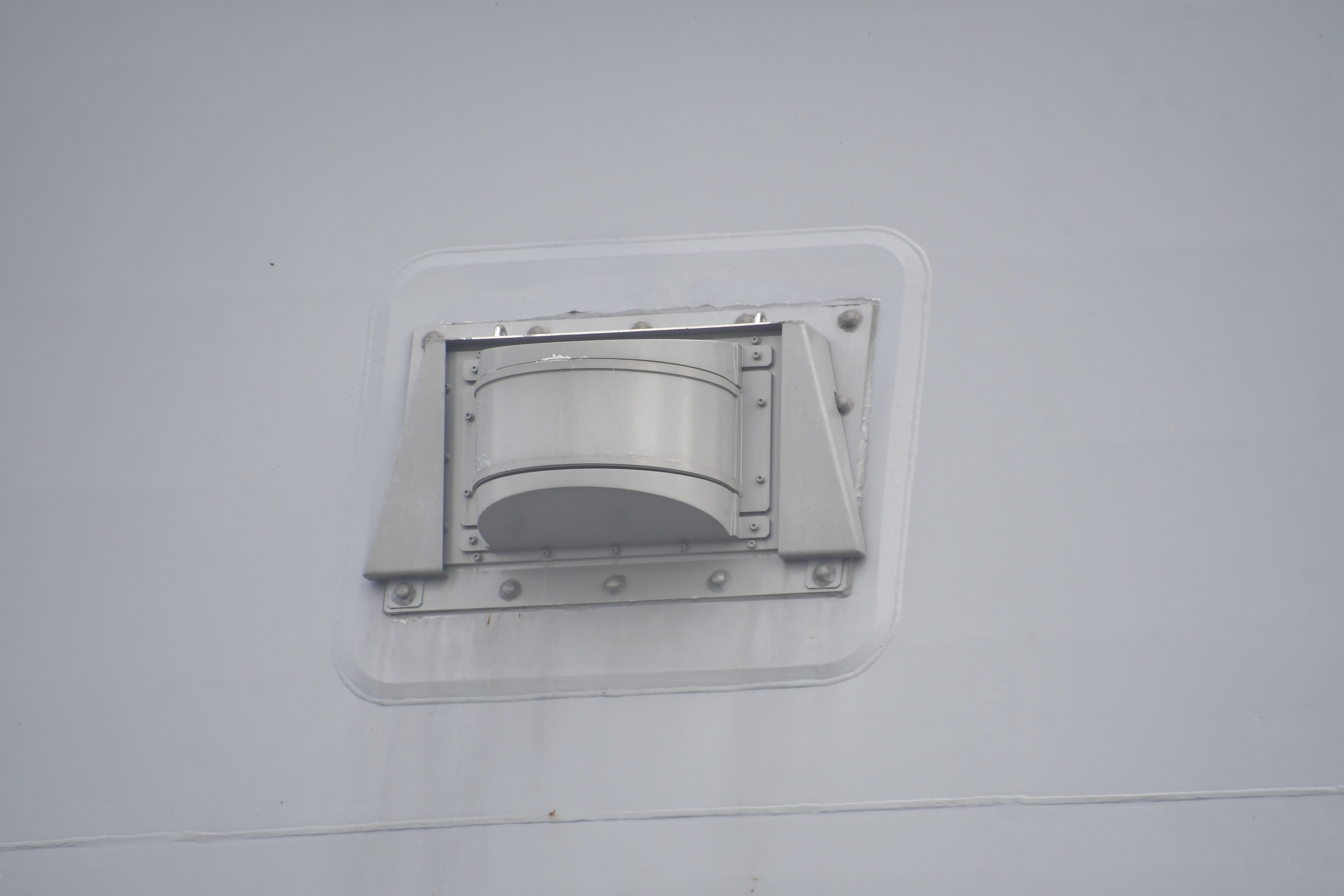
NOLQ-3E空中線

## 比較
| ·        | Template‐ノート:同規模フリゲートに、このページに関する疑問があります。（2025年3月） 疑問の要約：テンプレート名と選択基準の妥当性 |                            |                            |                             |                            |                                            |                                         |                             |
|          | | もがみ型                   | 新型FFM                    | 054A型                      | 054B型                     | C・ベルガミーニ級                          | A・ゴルシコフ級                         | 31型                        |
| 船体     | 満載排水量 | 5,500 t                    | 6,200 t                    | 4,050 t                     | 6,000 t                    | 5,950 t                                    | 5,400 t                                 | 5,700 t                     |
| 船体     | 全長 | 133.0 m                    | 142.0 m                    | 134.0 m                     | 150.0 m                    | 142.0 m                                    | 135.0 m                                 | 138.7m                      |
| 船体     | 全幅 | 16.3 m                     | 17.4 m                     | 15.0 m                      | 18.0 m                     | 19.4 m                                     | 16.0 m                                  | 未公表                      |
| 主機     | 方式 | CODAG                      | CODAG                      | CODAD                       | CODAD                      | CODLAG                                     | CODAG                                   | CODAD                       |
| 主機     | 出力 | 70,000 ps                  | 不明                       | 28,200 ps                   | 未公表                     | 43,500 shp                                 | 55,000 ps                               | 未公表                      |
| 主機     | 速力 | 30 kt                      | 30 kt                      | 27 kt                       | 未公表                     | 27 kt                                      | 29-30 kt                                | 28 kt                       |
| 兵装     | 砲熕 | 62口径5インチ単装砲×1基    | 62口径5インチ単装砲×1基    | 60口径76mm単装砲×1基        | 100mm単装砲×1基            | 64口径127mm単装砲×1基                      | 70口径130mm単装砲×1基                   | 70口径57mm単装砲×1基        |
| 兵装     | 砲熕 | 62口径5インチ単装砲×1基    | 62口径5インチ単装砲×1基    | 60口径76mm単装砲×1基        | 100mm単装砲×1基            | 62口径76mm単装砲×1基                       | 70口径130mm単装砲×1基                   | 70口径40mm機関砲×1基        |
| 兵装     | 砲熕 | 機関銃架×2基               | 不明                       | 1130型CIWS×2基              | 1130型CIWS×1基             | 80口径25mm単装機銃×2基                     | パラシ CIWS×2基                         | 7.62mm機関銃×8挺            |
| 兵装     | ミサイル | Mk.41 VLS×16セル （07式）  | Mk.41 VLS×32セル           | VLS×32セル （HQ-16 / CY-3） | VLS×32セル （HQ-16FE）     | シルヴァーA50 VLS×16セル （アスター15/30） | 3K96 VLS×32セル （9M96E2-1/E、9M110）   | VLS×24セル （シーセプター） |
| 兵装     | ミサイル | SeaRAM 11連装発射機×1基    | SeaRAM 11連装発射機×1基    | VLS×32セル （HQ-16 / CY-3） | HHQ-10 24連装発射機×1基    | シルヴァーA50 VLS×16セル （アスター15/30） | 3K96 VLS×32セル （9M96E2-1/E、9M110）   | VLS×24セル （シーセプター） |
| 兵装     | ミサイル | 17式 4連装発射筒×2基       | 17式 4連装発射筒×2基       | YJ-83 4連装発射筒×2基       | YJ-83 4連装発射筒×2基      | テセオ 4連装発射筒×4基                     | UKSK VLS×16セル （P-800、カリブルNK）   | Mk.41 VLS （SLCM・SSM）     |
| 兵装     | 水雷 | 324mm3連装短魚雷発射管×2基 | 324mm3連装短魚雷発射管×2基 | 324mm3連装短魚雷発射管×2基  | 324mm3連装短魚雷発射管×2基 | 324mm3連装短魚雷発射管×2基                 | 4連装短魚雷発射管×2基                   | ―                           |
| 艦載機   | 艦載機 | SH-60K×1機                 | SH-60K×1機                 | Z-9C / Ka-28×1機            | Z-20×1機                   | NFH90×1機                                  | Ka-27×1機                               | AW159 / AW101×1機           |
| 同型艦数 | 同型艦数 | 6隻/12隻予定 （4隻艤装中） | 23隻予定                   | 40隻/50隻予定 （6隻艤装中） | 2隻/20隻予定               | 12隻予定 （2隻艤装中）                     | 2隻 / 15隻予定 （1隻艤装中、5隻建造中） | 10隻予定 （4隻建造中）      |

## 同型艦

### 一覧表
| 艦番号 | 艦名                      | 建造                                                      | 起工                         | 進水                        | 就役                        | 所属                              |
| ------ | ------------------------- | --------------------------------------------------------- | ---------------------------- | --------------------------- | --------------------------- | --------------------------------- |
| FFM-1  | もがみ                    | 三菱重工業 長崎造船所                                     | 2019年 （令和元年） 10月29日 | 2021年 （令和3年） 3月3日   | 2022年 （令和4年） 4月28日  | 護衛艦隊第11護衛隊 （横須賀基地） |
| FFM-2  | くまの                    | 三井E&S造船 玉野艦船工場 → 三菱重工 マリタイム システムズ | 2019年 （令和元年） 10月30日 | 2020年 （令和2年） 11月19日 | 2022年 （令和4年） 3月22日  | 護衛艦隊第11護衛隊 （横須賀基地） |
| FFM-3  | のしろ                    | 三菱重工業 長崎造船所                                     | 2020年 （令和2年） 7月15日   | 2021年 （令和3年） 6月22日  | 2022年 （令和4年） 12月15日 | 護衛艦隊第13護衛隊 （佐世保基地） |
| FFM-4  | みくま                    | 三菱重工業 長崎造船所                                     | 2020年 （令和2年） 7月15日   | 2021年 （令和3年） 12月10日 | 2023年 （令和5年） 3月7日   | 護衛艦隊第13護衛隊 （佐世保基地） |
| FFM-5  | やはぎ                    | 三菱重工業 長崎造船所                                     | 2021年 （令和3年） 6月24日   | 2022年 （令和4年） 6月23日  | 2024年 （令和6年） 5月21日  | 護衛艦隊第14護衛隊 （舞鶴基地）   |
| FFM-6  | あがの                    | 三菱重工業 長崎造船所                                     | 2021年 （令和3年） 6月24日   | 2022年 （令和4年） 12月21日 | 2024年 （令和6年） 6月20日  | 護衛艦隊第14護衛隊 （舞鶴基地）   |
| FFM-7  | によど                    | 三菱重工業 長崎造船所                                     | 2022年 （令和4年） 6月30日   | 2023年 （令和5年） 9月26日  | 2025年 （令和7年） 5月21日  | 護衛艦隊第12護衛隊 （呉基地）     |
| FFM-8  | ゆうべつ                  | 三菱重工 マリタイム システムズ                            | 2022年 （令和4年） 8月30日   | 2023年 （令和5年） 11月14日 | 2025年 （令和7年） 6月19日  | 護衛艦隊第15護衛隊 （大湊基地）   |
| FFM-9  | なとり                    | 三菱重工業 長崎造船所                                     | 2023年 （令和5年） 7月6日    | 2024年 （令和6年） 6月24日  | 2025年 （令和7年） 12月予定 |                                   |
| FFM-10 | ながら                    | 三菱重工業 長崎造船所                                     | 2023年 （令和5年） 7月6日    | 2024年 （令和6年） 12月19日 | 2026年 （令和8年） 3月予定  |                                   |
| FFM-11 | たつた                    | 三菱重工業 長崎造船所                                     | 2024年 （令和6年） 7月3日    | 2025年 （令和7年） 7月2日   | 2026年 （令和8年） 12月予定 |                                   |
| FFM-12 | 令和5年度計画艦 （05FFM） | 三菱重工業 長崎造船所                                     | 2024年 （令和6年） 7月3日    |                             | 2027年 （令和9年） 3月予定  |                                   |

### 運用史
連続建造を想定しており、1番艦引き渡し時点の契約では平成30年度（2018年度）予算で最初の2隻の建造予算を計上し、2021年度までの4年間で毎年2隻づつ予算を計上し計8隻を建造する。建造の主契約者は三菱重工業であるが、2番艦と2021年度計画艦のうちの1隻（8番艦）は下請負者の三井E&S造船（現・三菱重工マリタイムシステムズ）に建造させる。平成30年度計画艦の最初の2隻は予算計上から起工まで2年程度かけ、起工から竣工までは2年程度で建造する。
平成30年（2018年）度の概算要求で2隻が964億円で要求され、大臣折衝で2隻1,055億円、予算では2隻922億円（建造費のみで初度費は別）となる。
平成31年（2019年）度の概算要求では2隻が995億円で要求され、予算（案）では2隻951億円が認められた。
最終的な建造数は増備分の7隻に加え、あぶくま型、はつゆき型、あさぎり型の代艦として計22隻が建造されるとの憶測があったが、1タイプを長期にわたって能力向上型を考案しないというのは考えにくい、との指摘もされた。その後、2018年度の「取得プログラムの分析及び評価、新たな取得戦略計画の策定の概要」で平成30（2018）年度以降平成40年代（2028～2037）に、FFMの22隻建造と40年の運用期間が記載された。
2018年12月に閣議決定した31中期防や平成31年度以降の防衛計画の大綱では、FFMの配備先を通常護衛艦で編制された4個群とは別の、FFMと掃海艦艇で編制した2個群に配備するとある。また乗組員の複数クルー制による交代制の導入や、新たに整備される哨戒艦と連携しての平時の警戒監視など、従来の護衛艦と一線を画した運用が想定されている。
2020年（令和2年）11月19日、2番艦が1番艦に先立って進水し「くまの」と命名された。これは1番艦の機関の運転試験の際に、ガスタービンエンジンが脱落した部品を吸い込んで機関を損傷したため、工事の進捗に遅れが出たことによるもので、2021年（令和3年）3月3日、遅れていた1番艦の進水式が行われ「もがみ」と命名された。その後、2021年（令和3年）6月22日、3番艦「のしろ」、2021年（令和3年）12月10日、4番艦「みくま」の進水式が行われそれぞれ命名された。
2023年1月25日、防衛装備庁は「『新型FFMに係る企画提案契約』の参加希望者募集要領」を公示した。これに基づく新型FFMは令和6年（2024年）度計画から計10隻を建造する予定とされており、これにより、もがみ型の建造は、令和5年度計画艦までの12隻をもって終了することになる。8月31日には、防衛省が新型FFMの建造数を計12隻と公表、令和6年度計画より6年にわたって毎年2隻ずつ建造する計画を発表しており、令和6年度防衛予算の概算要求では2隻の建造に1747億円を要求した。その後、もがみ型FFMは年2隻の建造ペースだが、新型FFMはそれよりもピッチを上げ、2024年度から2028年度までのわずか5年間で計12隻が調達される計画であることが分かった。2024年12月27日、令和7年度防衛予算案では新型FFM3隻分の建造費3148億円（1隻当たり1049億3000万円）が予算計上された。

## 輸出
インド
2023年10月15日付の共同通信は、日本政府が本型で採用されている統合マスト（ユニコーン）を、「防衛装備品・技術移転協定」に基づきインドに初輸出する方向で調整していると報じた。 監視や掃海など攻撃を伴わない用途に対象を限った防衛装備移転三原則に合致するとの判断で、輸出のハードルが低いと見られる。
 オーストラリア
2023年2月10日、 オーストラリア政府は海軍再編に関する報告書を発表し、11隻を調達予定の次期汎用フリゲートの候補として、ドイツのMEKO A-200型フリゲート、日本のもがみ型護衛艦、韓国の大邱級フリゲートBatchIIとBatchIII、スペインのナバンティア ALFA3000を挙げた（掲載順）。豪シンクタンクのローウィ国際政策研究所は日豪間の関係強化や豪の要求を満たす性能から、もがみ型が優位であるとの見方を示している。一方で日本に防衛輸出の実績がないことがマイナス点と指摘している。
2024年3月6日、酒井良海上幕僚長はもがみ型護衛艦が豪海軍の次期フリゲート候補に挙がっていることについて「我が国の装備品に対する高い信頼と評価の表れである」とコメントした。
同年11月8日、オーストラリア放送協会は、共同開発国の候補を日本とドイツに絞り込んだと報じた。
2025年8月4日、オーストラリア政府はもがみ型の能力向上型である新型FFMを採用すると発表した。
 インドネシア
2021年に4隻とも8隻とも言われる調達の噂があったが、同国は後にイタリアからカルロ・ベルガミーニ級フリゲート6隻、イギリスから31型フリゲート2隻を調達する契約が結ばれ、計画は頓挫したと言われていた。
その後2025年1月に日本政府はインドネシアに対し護衛艦の共同開発を再提案すると報じられ、同年4月21日、駐日インドネシア大使は「日本とフリゲート艦の共同開発･建造に関する協議が続いている」と明かし、交渉の継続が示された。また、インドネシアはそうりゅう型潜水艦にも興味を示している。

## 登場作品

### 漫画
『空母いぶき GREAT GAME』
「くまの」が登場。架空の航空機搭載型護衛艦「いぶき」を旗艦とする第5護衛隊群に配属される。

### ゲーム
『Modern Warships』
演出の都合上ゲーム内の「もがみ」はヘリ甲板が少し長い。